# ليونيل مانزانو
ليونيل مانزانو (بالإنجليزية: Leonel Manzano)‏ (و. 1984  م) هو عداء مسافات متوسطة، ومنافس ألعاب قوى أمريكي، ولد في دولوريس إيدالغو، شارك في الألعاب الأولمبية الصيفية 2012، والألعاب الأولمبية الصيفية 2008.

## التعليم
تعلم في جامعة تكساس في أوستن، وMarble Falls High School ‏.

## روابط خارجية
- ليونيل مانزانو على موقع الاتحاد الدولي لألعاب القوى (الإنجليزية)
- ليونيل مانزانو على موقع الاتحاد الأمريكي لسباقات المضمار والميدان (الإنجليزية)
- ليونيل مانزانو على موقع الدوري الماسي (الإنجليزية)
- ليونيل مانزانو على موقع أوليمبيديا (الإنجليزية)
- ليونيل مانزانو على موقع اللجنة الأولمبية والبارالمبية الأمريكية (الإنجليزية)